# ياسين الكردي
ياسين الكردي  (1985 المغرب) هو لاعب كرة قدم مغربي.

## وصلات خارجية
ياسين الكردي على موقع قاعدة بيانات كرة القدم.إي يو (الإنجليزية)